# Gerardo Antonio Noriega Santoveña
Gerardo Antonio Noriega Santoveña (Cué, Llanes, Astúries, Espanya, 10 de març del 1982) és un futbolista asturià. Juga a la posició de migcampista amb el Niki Volos FC de la Tercera Divisió de Grècia.

## Carrera esportiva
Els seus inicis van tenir lloc a l'Escola de Futbol de Llanes i en les categories inferiors del C. D. Llanes, fins que als catorze anys va ingressar a l'Escola de futbol de Mareo. La temporada 1998-99 va jugar en la Lliga Nacional Juvenil, encara que també va disputar diversos partits en la Divisió d'Honor i dues trobades en Segona Divisió B amb el Real Sporting de Gijón B. En el seu segon any com a juvenil va jugar vint-i-vuit partits i va marcar nou gols en la Divisió d'Honor, a més de participar en cinc trobades amb el filial blanc-i-vermell.
La temporada 2000-01 va passar definitivament a formar part de la plantilla del Sporting "B", i va jugar trenta-un partits en els quals va marcar tres gols. En la campanya 2001-02 va disputar vint-i-nou partits i va marcar dos gols, però el filial sportinguista va descendir a Tercera Divisió. Aquesta mateixa temporada va debutar amb el primer equip en Segona Divisió; va ser el 24 de març de 2002 enfront del C. F. Extremadura en l'estadi Francisco de la Hera. La temporada 2002-03 va jugar trenta-quatre partits en Tercera i va marcar nou gols, a més de disputar de nou un partit amb el Sporting en Segona Divisió.
A partir de la temporada 2003-04 va ser incorporat permanentment al primer equip i va participar en dotze partits. Durant les següents tres campanyes va arribar a jugar noranta-quatre partits amb el Sporting en els quals va aconseguir nou punts. Al començament de la temporada 2007-08 va fitxar pel Polideportivo Ejido, amb qui va signar un contracte per quatre temporades, encara que solament va romandre la primera d'elles pel descens del club a Segona Divisió B. Va jugar vint-i-nou partits i va marcar tres gols.
El 13 d'agost de 2008 es va confirmar el seu fitxatge per l'Hèrcules CF, on va estar dos anys i va aconseguir en la temporada 2009-10 l'ascens a la Primera Divisió. El 10 d'agost de 2010 es va fer oficial el seu fitxatge pel Club Gimnàstic de Tarragona per una temporada després de desvincular-se el jugador del Poli Ejido, club que encara posseïa els seus drets. El 21 d'agost de 2012 va signar pel Real Avilés C. F. de la Segona Divisió B. Després de començar la temporada 2015-16 a l'Urraca C. F., en gener de 2016 fitxà pel Niki Volos FC de la Tercera Divisió de Grècia.